# FV433 Abbot (artilharia)
O FV433 Abbot foi um veículo de artilharia autopropulsada do período logo após a Segunda Guerra Mundial que serviu principalmente aos exércitos britânico e indiano até ser retirado do serviço em 1995. Possuía um canhão de 105 mm (4,13 in) com 40 projéteis, possuía também uma metralhadora Bren modelo L4A4 com 1200 cartuchos contava ainda com seis disparadores de granadas fumígenas.

## Operadores
- Reino Unido
  - Exército Britânico
- Índia
  - Exército Indiano